# Otto Frederick Rohwedder
Otto Frederick Rohwedder (7 juillet 1880 — 8 novembre 1960) est un inventeur et ingénieur américain qui a conçu la première machine à trancher le pain. Elle est utilisée pour la première fois par la Chillicothe Baking Company à Chillicothe en 1928.

## Jeunesse et études
Rohwedder naît à Des Moines en 1880 de Claus et Elizabeth Rohwedder. Il est le plus jeune d'une famille de trois garçons et une fille.
Encore enfant, il déménage avec sa famille à Davenport où il demeure jusqu'à ses 21 ans. Après sa scolarité dans une école publique de Davenport il devient apprenti dans une joaillerie pour apprendre le commerce.
Rohwedder étudie également l'optométrie, et obtient en 1900 un diplôme universitaire en optique au Illinois College of Optometry (en) à Chicago. Il devient joaillier.

## Mariage et famille
Rohwedder se marie avec Carrie Johnson en 1905. Ils s'installent à Saint Joseph (Missouri) et ont deux enfants.

## Carrière
Rohwedder commence comme joaillier et devient le propriétaire de trois bijouteries à Saint Joseph (Missouri). Il utilise son travail avec les montres pour créer de nouvelles machines. Convaincu de pouvoir concevoir une machine à trancher le pain, il vend ses bijouteries pour financer sa recherche et fabriquer des machines.
En 1917 un feu détruit l'usine fabriquant les machines de Rohwedder et détruit également ses prototypes et ses plans. La recherche de nouveaux fonds repousse de plusieurs années la commercialisation de sa trancheuse.
En 1927 Rohwedder conçoit une machine qui, en plus de trancher le pain, le conditionne avec du film étirable. Il dépose des brevets pour protéger son invention et vend la première machine à son ami boulanger Frank Bench qui la met en place dans la Chillicothe Baking Company à Chillicothe (Missouri) en 1928. Le premier lot de pain tranché est vendu le 7 juillet 1928. Les ventes de trancheuses augmentent et le pain tranché devient bientôt disponible dans tout le pays.
Gustav Papendick, un boulanger de Saint-Louis (Missouri), achète la seconde machine et l'améliore. Il trouve une meilleure façon de conditionner le pain et de le garder frais plus longtemps. Il dépose des brevets pour ces améliorations.
En 1930 la Continental Baking Company (en) commercialise le pain tranché Wonder Bread (en). Elle est suivie par d'autres fabriques lorsqu'elles découvrent le succès du pain tranché. En 1932 la standardisation de la taille des tranches de pain fait grandement augmenter la vente de grille-pains, une invention de 1926 de Charles Strite. En 1933, pour la première fois, les boulangeries américaines produisent plus de pain tranché que de pain non tranché.
Rohwedder vend ensuite ses brevets à Micro-Westco Co., Bettendorf (Iowa), et rejoint cette compagnie où il devient vice-président et responsable des ventes de la division Rohwedder Bakery Machine.
En 1951, à l'âge de 71 ans, Rohwedder prend sa retraite de Micro-Westco Co. et déménage avec sa femme Carrie à Albion (Michigan) où vivent sa fille Margaret (Rohwedder) Steinhauer et sa sœur Elizabeth Pickerill. Rohwedder meurt à Concord (Michigan) le 8 novembre 1960 et est enterré au cimetière Riverside à Albion.
Sa trancheuse originelle est exposée au Smithsonian Institution à Washington (district de Columbia).